# Lockheed F-117 Nighthawk
F-117 Nighthawk var ett attackflygplan utvecklat av det amerikanska företaget Lockheed Corporation. Flygplanets främsta egenskaper är dess smyg-förmåga, det vill säga att flygplanet lämnar ifrån sig ett förhållandevis litet radareko. Enligt US Air Force ska den här typen av plan vara så gott som omöjliga att se på radar. Under Gulfkriget 1991 användes denna flygplanstyp flitigt. Det har även använts i Irakkriget 2003. 
Den sista flygningen med en F-117 skedde den 22 april 2008. Planen blev efter detta placerade i en hangar och kommer tills vidare finnas kvar i reserv. Flygplanet togs ur tjänst i början av 2000-talet. Lockheed Martin F-35 Lightning II är tänkt att fylla en motsvarande roll i framtiden.

## Användning
Den 27 mars 1999 under Kosovokriget blev ett plan av denna typ nedskjutet för första gången i historien av serbiska styrkor. Vrakdelarna finns idag att se på flygmuseet i Belgrad i Serbien.

## Bilder

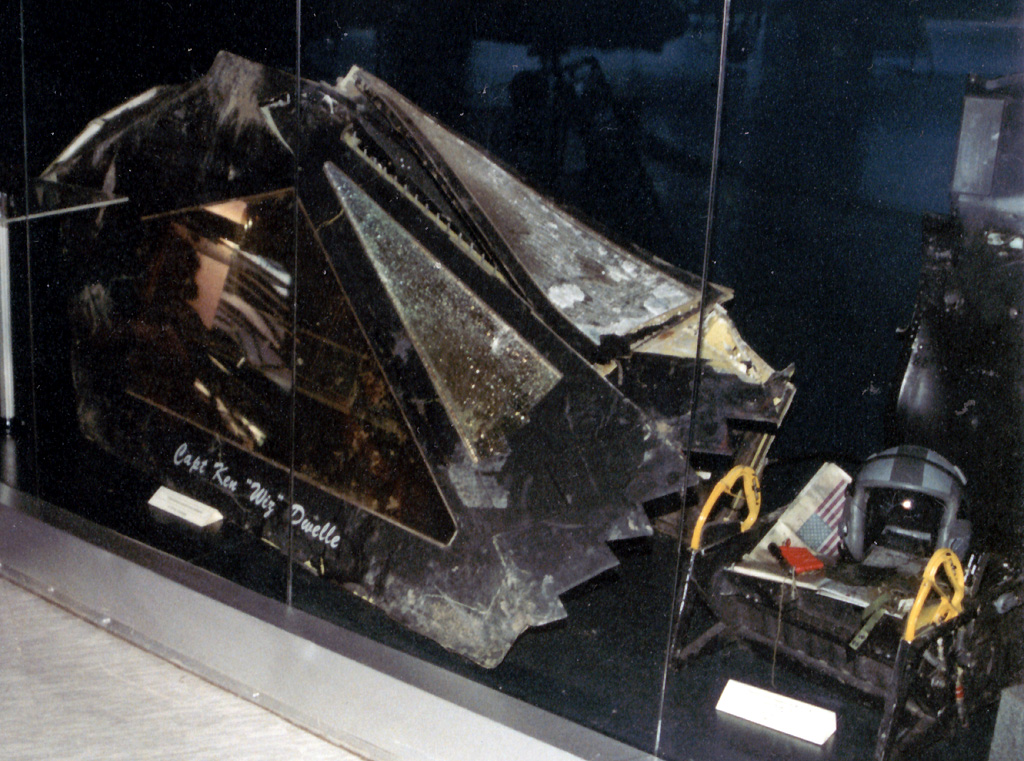
Vrakdelar från det F-117-plan som blev nedskjutet av serbiska styrkor. Detta kan idag ses på flygmuseum i Belgrad.
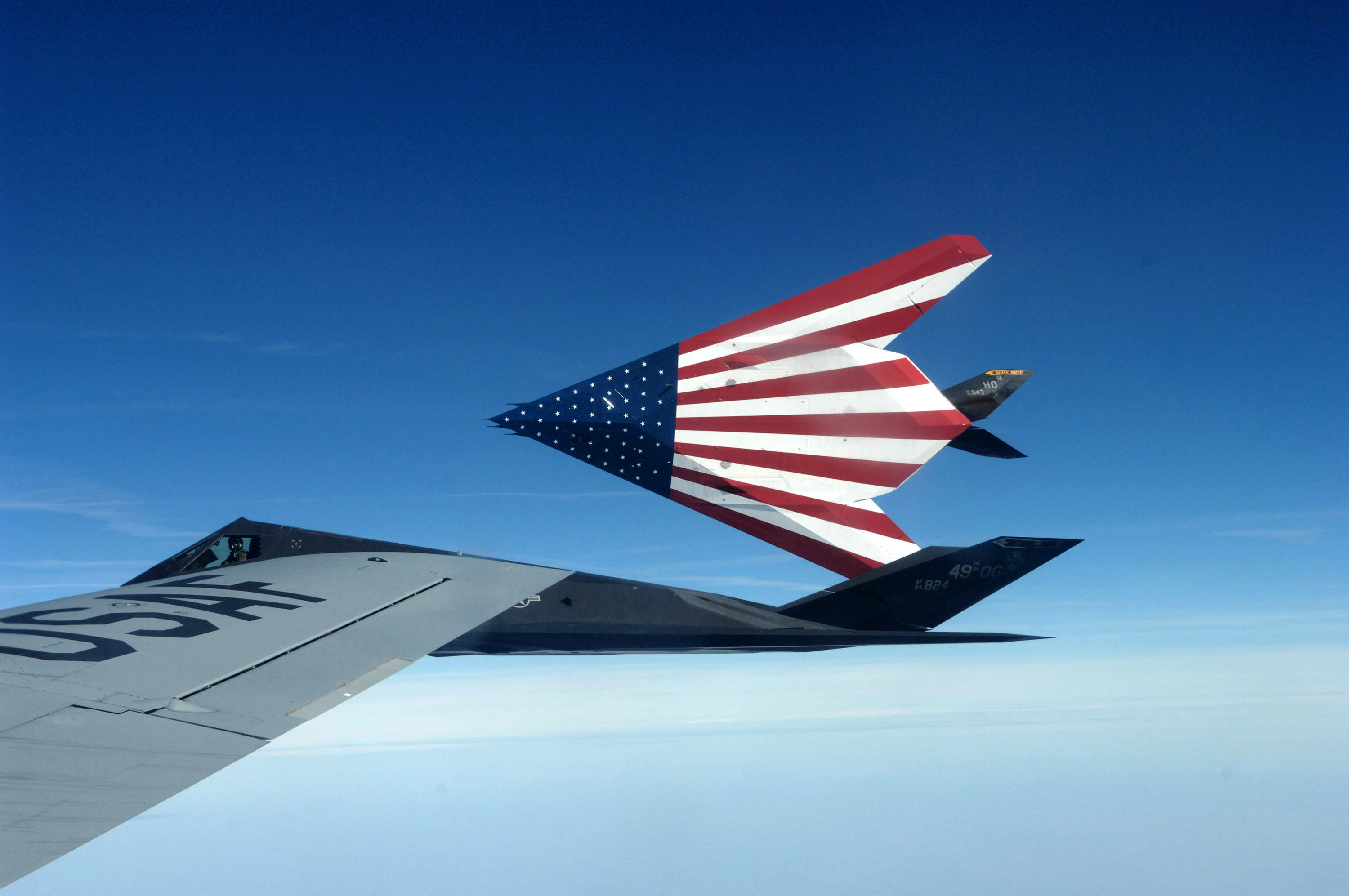
En F-117 med USA:s flagga på undersidan.
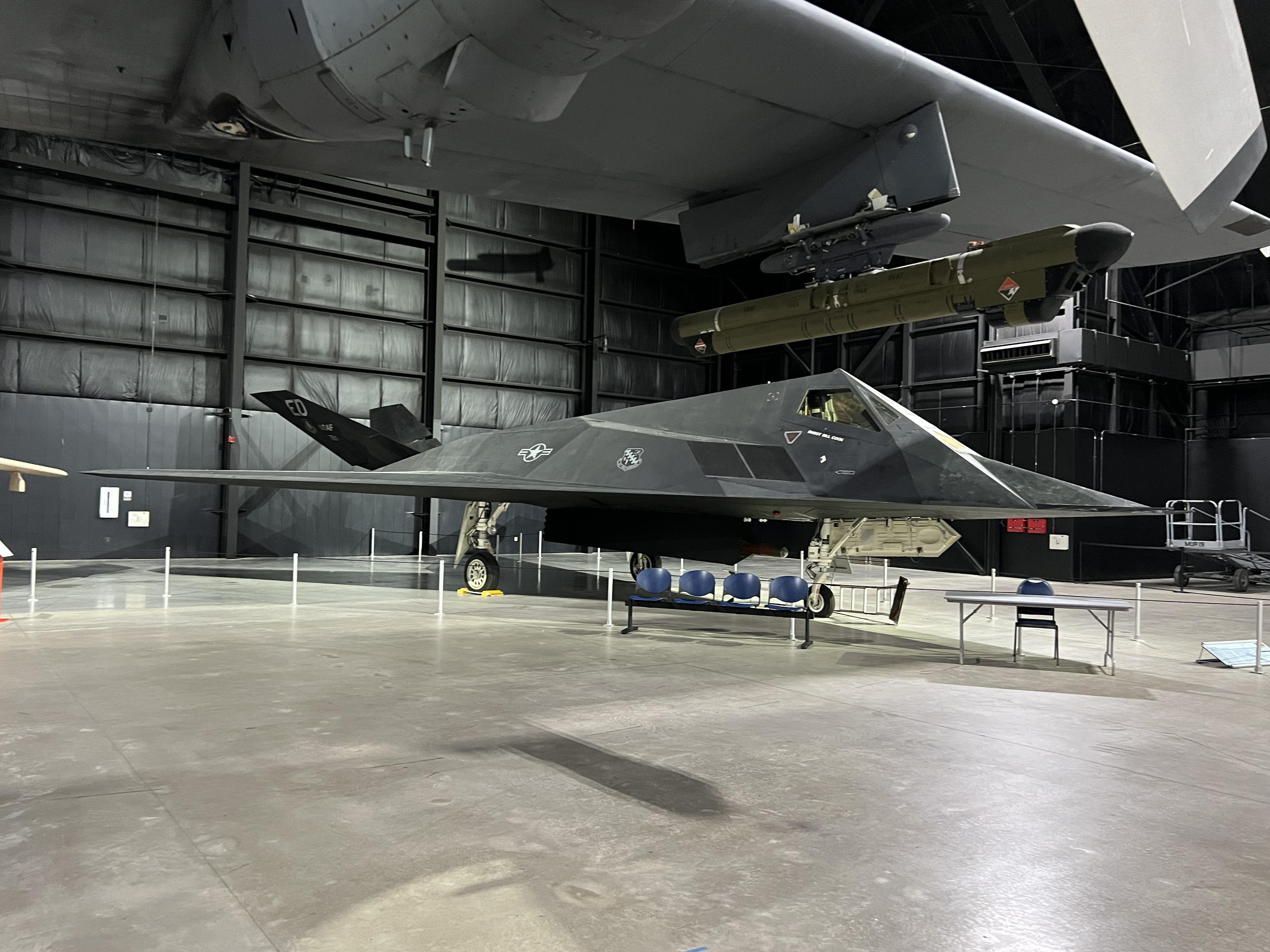
F-117A
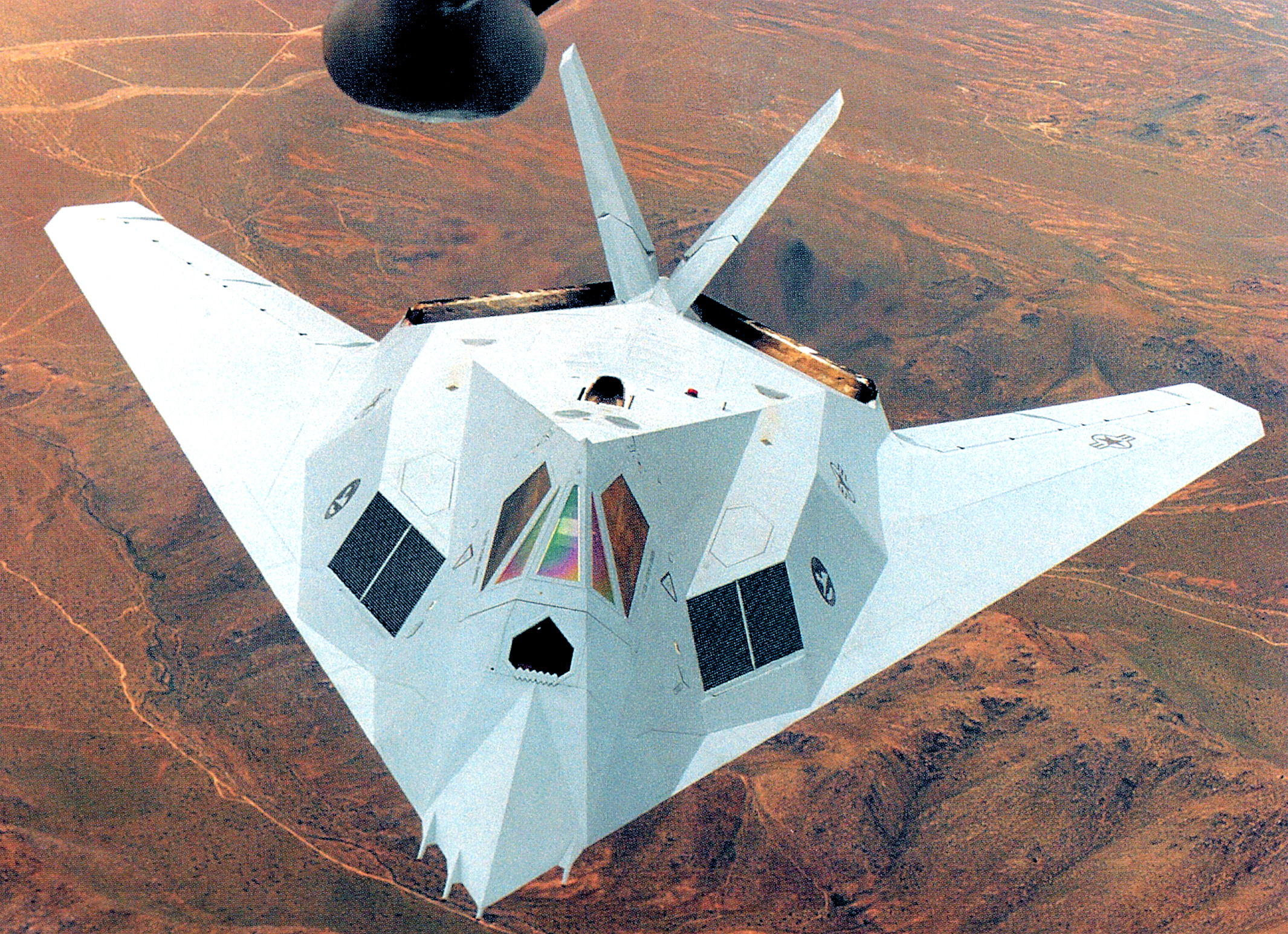
En vit F-117